# 11709 Eudoxos
11709 Eudoxos (1998 HF20) là một tiểu hành tinh vành đai chính được phát hiện ngày 27 tháng 4 năm 1998 bởi P. G. Comba ở Prescott.